# 올로네츠

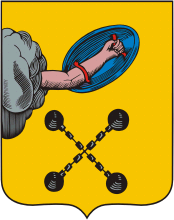
시 문장

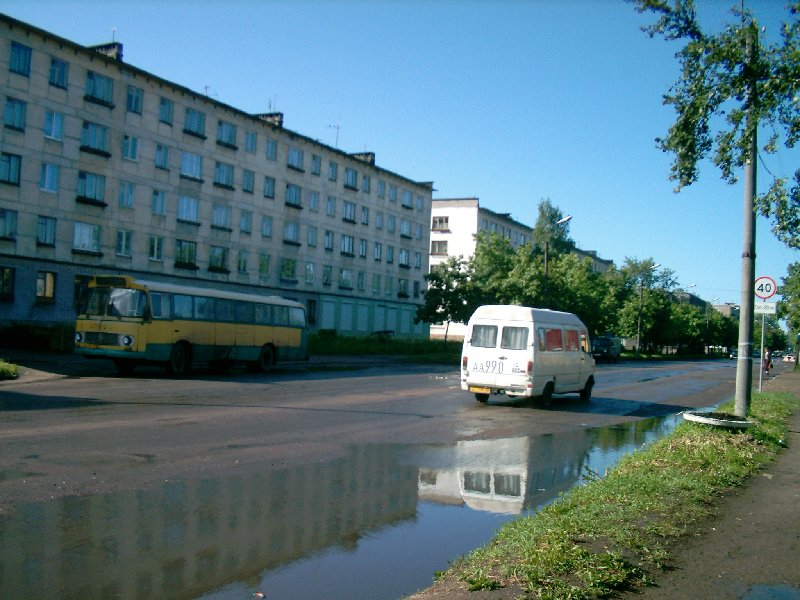
올로네츠 시가지

올로네츠(러시아어: Олонец, 카렐어: Anuksenlinnu, 핀란드어: Aunus)는 러시아 카렐리야 공화국 남부에 위치한 도시로, 라도가호 동부에 위치하며 인구는 10,240명(2002년 기준)이다.
1137년 노브고로드 공화국에 의해 건설되었다고 전해지며 1649년 시로 승격되었다. 1773년 올로네츠 주의 주도가 되었지만 1784년 주도가 페트로자보츠크로 옮겨지면서 쇠퇴하고 만다.